# Pleopeltis stolzei
Pleopeltis stolzei là một loài thực vật có mạch trong họ Polypodiaceae. Loài này được A.R. Sm. mô tả khoa học đầu tiên năm 2005.